# Фурудгох (Нурабадский район)
Фурудгох (Аэропорт; тадж. Фурудгоҳ) — бывший населённый пункт (тадж. деҳа) в Нурабадском районе Республики Таджикистан. Административно относится к сельской общине Мехробод (бывший Комсомолабад, Пумбачи).
Расположен в Раштской долине, в долине реки Вахш. Расстояние от села до центра района (пгт Дарбанд) — 18 км, до центра общины (село Мехробод) — 1 км. В связи со строительством Рогунской ГЭС все жители села переселены в село Теппаи-Самарканди близ Душанбе и Дангаринский район.